# Зимолюбка зонтичная
Зимолю́бка зо́нтичная (лат. Chimáphila umbelláta) —  многолетнее зимнезелёное растение, вид рода Зимолюбка (Chimaphila) семейства Вересковые (Ericaceae).

## Ботаническое описание

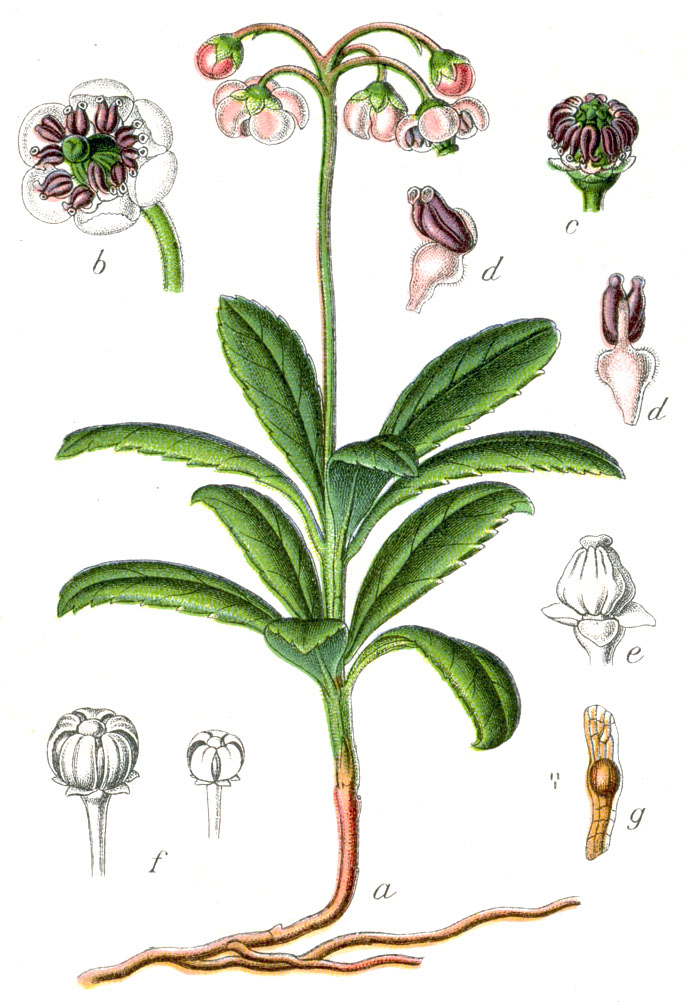

Многолетнее растение с ползучим, ветвистым, подземным корневищем и приподнимающимися, ветвистыми в нижней части побегами высотой до 20 см.
Листья вечнозелёные, кожистые, очерёдные, толстые, обратно-ланцетные или продолговато-обратно-клиновидные, остропильчатые, длиной до 15 см, с очень коротким черешком (почти сидячие), сверху тёмно-зелёные, блестящие, снизу — светлее; сближены в нижней части побега как бы мутовками; листовая пластинка длиной 1,5—6 см, шириной 0,5—1,5 см.
Цветки поникающие, на длинных цветоножках, собраны на концах побегов в зонтиковидные 2—8-цветковые кисти (до 8—12 цветков). Прицветники линейные или линейно-шиловидные, неровно зубчатые, длиной 2—5 мм, шириной 0,5—0,7 мм. Доли чашечки округло-яйцевидные, тупые, по краю бахромчато-зубчатые. Венчик розовый, до 15 мм в диаметре, широко раскрытый, лепестки обратнояйцевидные, вогнутые, коротко реснитчатые, длиной 6—7,5 мм, шириной 4,5—5 мм. Цветёт в европейской части России в июне—июле.
Плод — приплюснуто-шаровидная коробочка, длиной 3—5 мм, шириной 5—6,5 мм, опушённая короткими волосками. Плодоносит в европейской части России в сентябре.

## Распространение и экология
Произрастает в умеренном поясе Северного полушария, в лесной зоне.
В России встречается преимущественно в нечернозёмных районах европейской части, а также в Сибири и на Дальнем Востоке.
Растёт в сухих сосновых, реже еловых лесах, преимущественно на песчаной почве.
Микотрофное растение, размножающееся обычно вегетативным путём. Иногда образует значительные куртины.

## Охранный статус
Внесена в Красную книгу Республики Коми.

## Химический состав
В траве содержатся гликозиды, арбутин, эриколин, дубильные вещества, урозон, горькие вещества, смолы, метиловые эфиры, ситостерин, флавоноиды: кверцетин, кемпферол, авикулярин, гиперин.

## Значение и применение

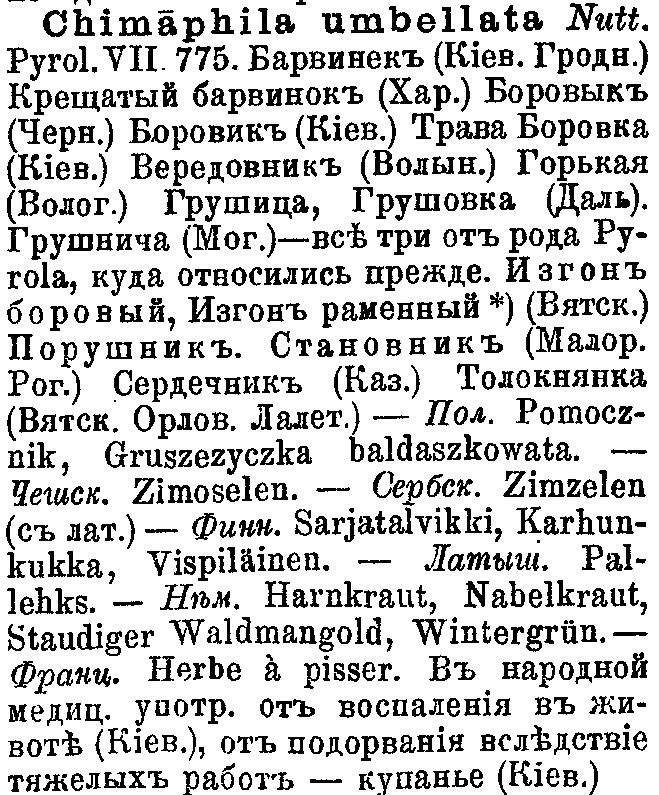
Зимолюбка зонтичная в Ботаническом словаре Н. И. Анненкова, 1878

Зимолюбка зонтичная использовалась многими племенами североамериканских индейцев как лекарственное растение. Американские первопоселенцы использовали её также как вяжущее и тонизирующее средство. Чай, приготовленный из листьев, был мочегонным средством. Отвар корней служил индейцам для глазных примочек.
Из отваренных корней и листьев в Северной Америке делали освежающий напиток.
Растение включено в фармакопею Германии и США, листья применяются как противоревматическое и тонизирующее средство.
В научной медицине России зимолюбка не используется, но она популярна в народной медицине Сибири, особенно в Кемеровской области и на Алтае. Трава зимолюбки и её листья в виде настоя или отвара применяются при заболеваниях, вызванных чрезмерным поднятием тяжестей (надсаде, опущении живота, почки и матки), от грыжи, при болезненных маточных кровотечениях, при кровавой моче после родов, при отёках сердечного и почечного происхождения, при сахарном диабете, при колите, энтероколите и раке желудка, для предупреждения эпилептических припадков, при ревматизме, подагре, крофулёзе, болезнях печени, для дезинфекции мочевыводящих путей при пиелите и цистите, воспалении предстательной железы. Наружно свежие листья и их отвар применяют для заживления ран.

## Классификация

### Таксономия
Chimaphila umbellata (L.) W.P.C.Barton, 1817, Veg. Mater. Med. U.S. 1 (1):17
Вид Зимолюбка зонтичная входит в род Зимолюбка (Chimaphila) подсемейства Pyroloidaea семейства Вересковые (Ericaceae) порядка Верескоцветные (Ericales). Таксономическая схема в соответствии с Системой APG IV по состоянию на декабрь 2023 года:
|  |                                      |  |                                   |                                   |                      |  | ещё 21 семейство | ещё 21 семейство  |                          |  |  |  | еще 3 рода                 | еще 3 рода              |  |  |
|  |                                      |  |                                   |                                   |                      |  | ещё 21 семейство | ещё 21 семейство  |                          |  |  |  | еще 3 рода                 | еще 3 рода              |  |  |
|  |                                      |  |                                   | порядок Верескоцветные            |                      |  |                  |                   | подсемейство Pyroloidaea |  |  |  |                            | вид Зимолюбка зонтичная |  |  |
|  |                                      |  |                                   | порядок Верескоцветные            |                      |  |                  |                   | подсемейство Pyroloidaea |  |  |  |                            | вид Зимолюбка зонтичная |  |  |
|  | отдел Цветковые, или Покрытосеменные |  |                                   |                                   | семейство Вересковые |  |                  |                   | род Зимолюбка            |  |  |  |                            |                         |  |  |
|  | отдел Цветковые, или Покрытосеменные |  |                                   |                                   |                      |  |                  |                   |                          |  |  |  |                            |                         |  |  |
|  |                                      |  | ещё 63 порядка цветковых растений | ещё 63 порядка цветковых растений |                      |  |                  | еще 8 подсемейств | еще 8 подсемейств        |  |  |  | еще 4 подтвержденных видов |                         |  |  |
|  |                                      |  |                                   | ещё 63 порядка цветковых растений |                      |  |                  |                   | еще 8 подсемейств        |  |  |  |                            |                         |  |  |

### Внутривидовые таксоны
- Chimaphila umbellata subsp. domingensis (S.F.Blake) Dorr
- Chimaphila umbellata subsp. umbellata

### Синонимы
- Chimaphila umbellata (L.) Nutt.
- Pipseva officinalis Raf.
- Pseva umbellata (L.) Kuntze
- Pyrola corymbosa Bertol.
- Pyrola umbellata L.
- Pyrola verticillata Sessé & Moc.